# Dom przy Rynku Trybunalskim 10 w Piotrkowie Trybunalskim
Dom przy Rynku Trybunalskim 10 – zabytkowa kamienica z 2. połowy XVIII wieku, położona w Piotrkowie Trybunalskim przy Rynku Trybunalskim 10.
Dom powstał z połączenia i przebudowy po 1786 dwóch starszych kamienic, należących do Maruszewskiej i Browarskich. Po przebudowie kamienica stała się własnością właściciela wsi Byki (obecnie część Piotrkowa) – Jeziorańskiego. W XVII i XVIII w. wcześniejsze kamienice były własnością rodzin ormiańskich.
Elewacja budynku pochodzi z XIX wieku. Nosi cechy stylu klasycystycznego oraz neorenesansowego. Na parterze zachowały się sklepienia z XVIII wieku. W jednym z pomieszczeń, nazywanym Salą Rycerską, zachowały się stiukowe dekoracje z początku XVIII wieku. Wąska sklepiona sień budynku prowadzi na wewnętrzny dziedziniec z kolumnadą i galeryjką. Pierwotnie kamienice miały podcienia. Elewacja i dziedziniec kamienicy są zbliżone wyglądem do kamienicy Jabłonowskich w Krakowie.
Budynek wpisany jest do rejestru zabytków pod numerem 684 z 16.09.1967. Znajduje się też w gminnej ewidencji zabytków miasta Piotrkowa Trybunalskiego.

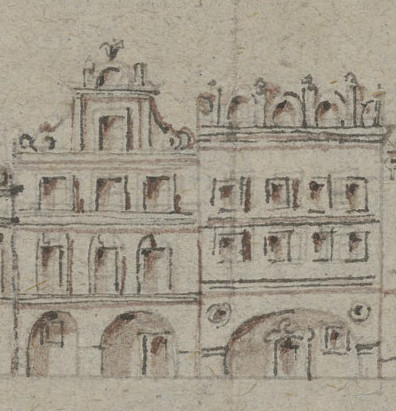
Dwie wcześniejsze kamienice, stan sprzed 1786
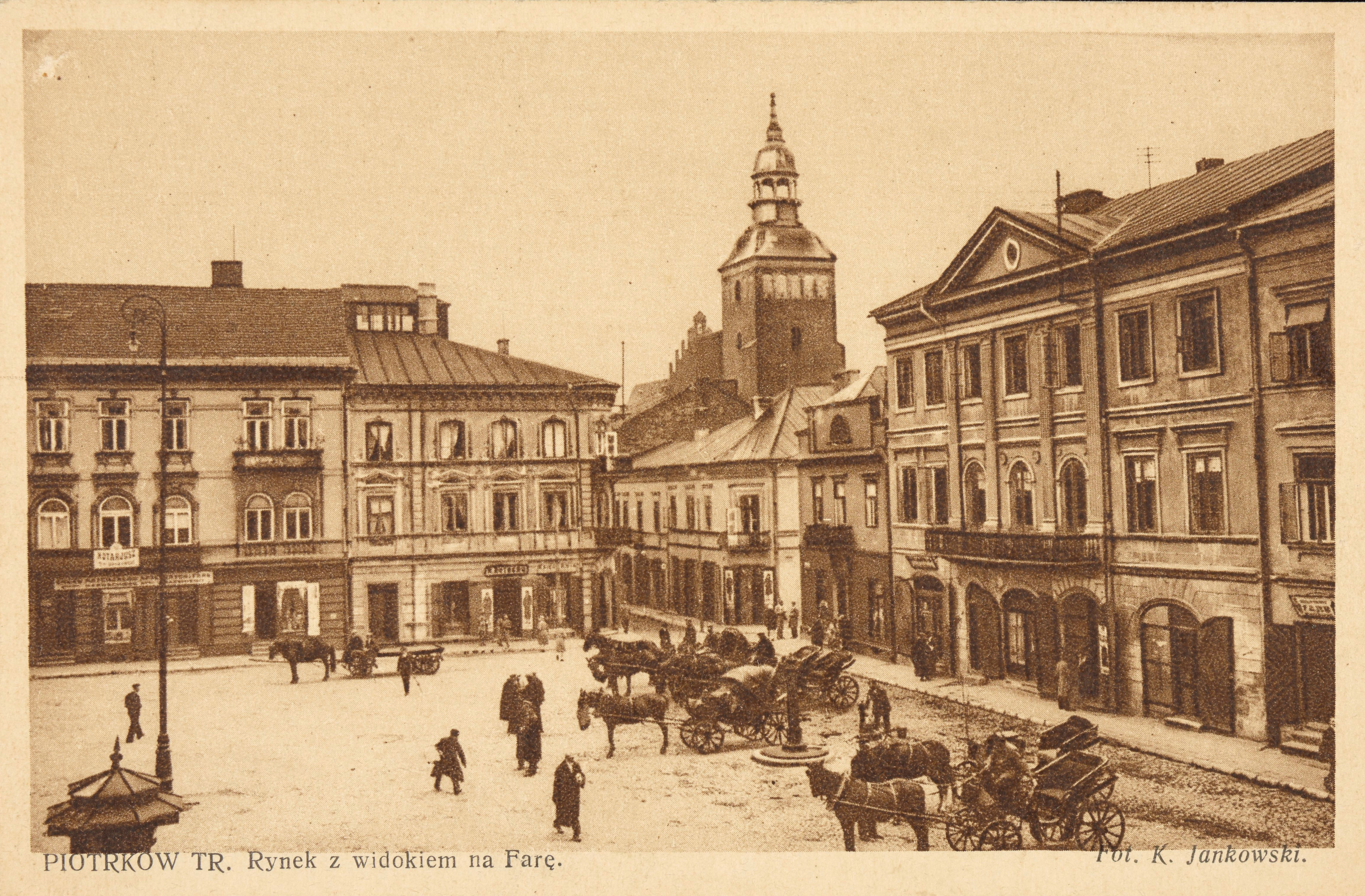
Kamienica (pierwsza z prawej) około 1933
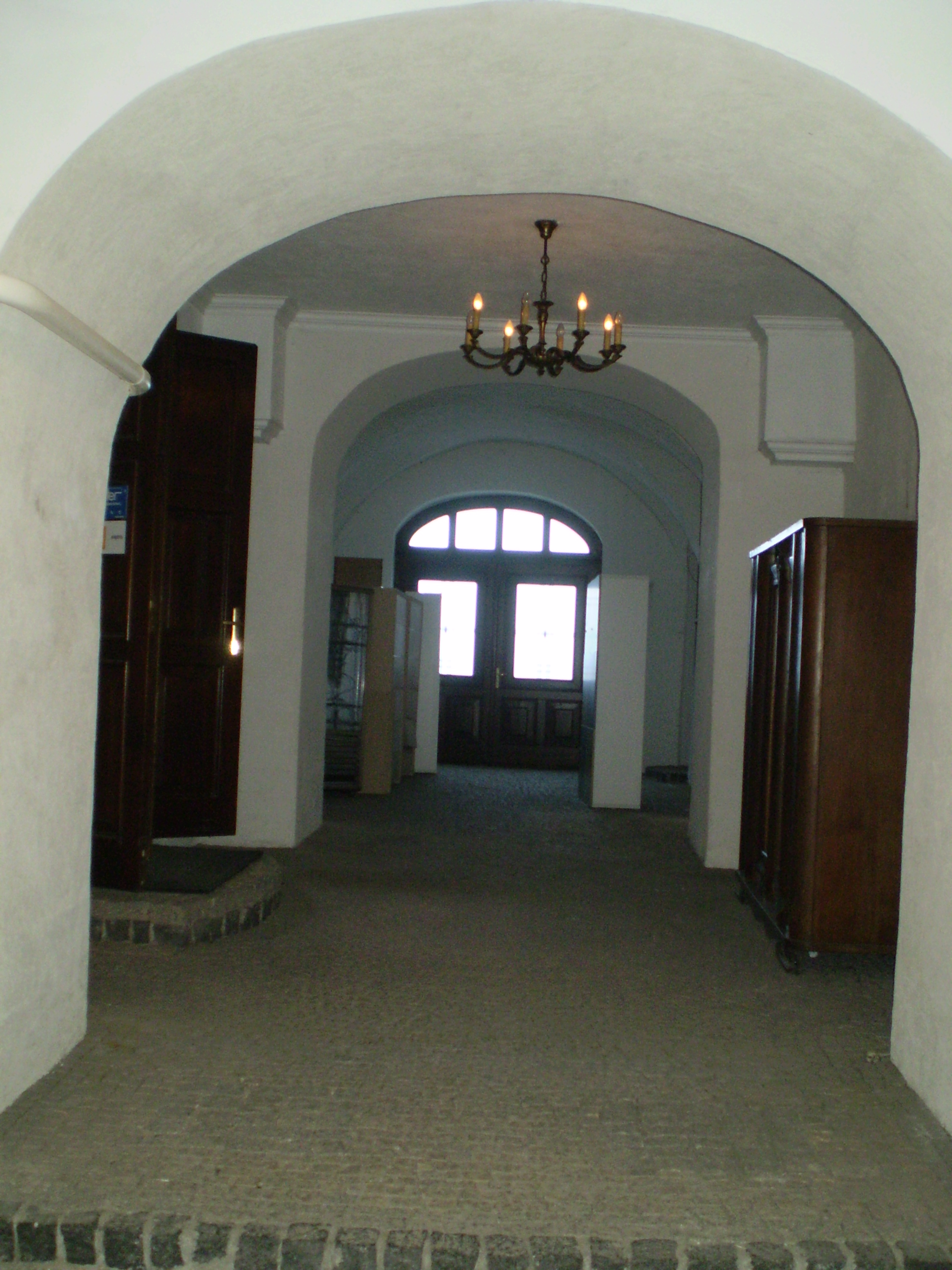
Brama przejazdowa
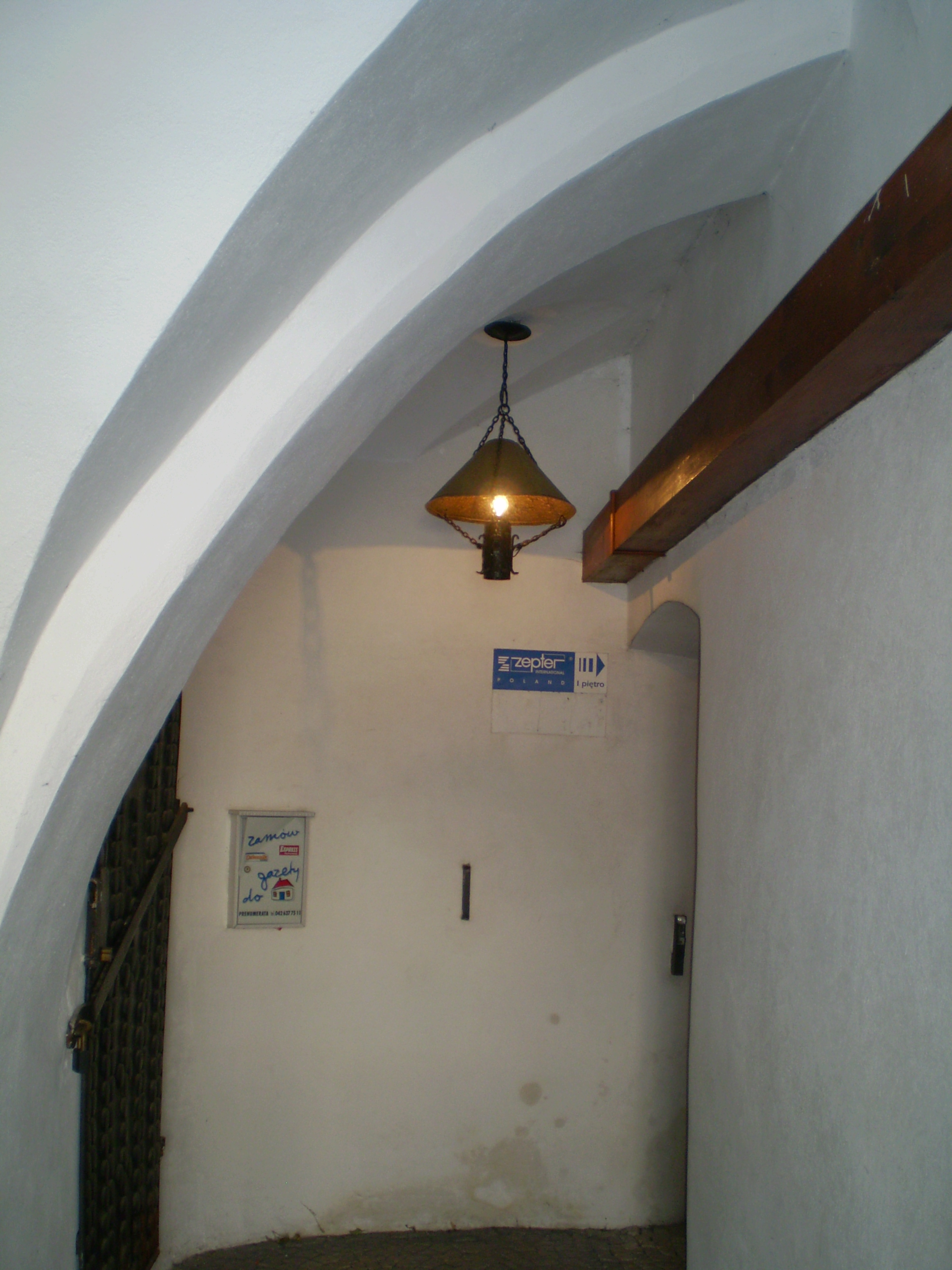
Fragment podcienia
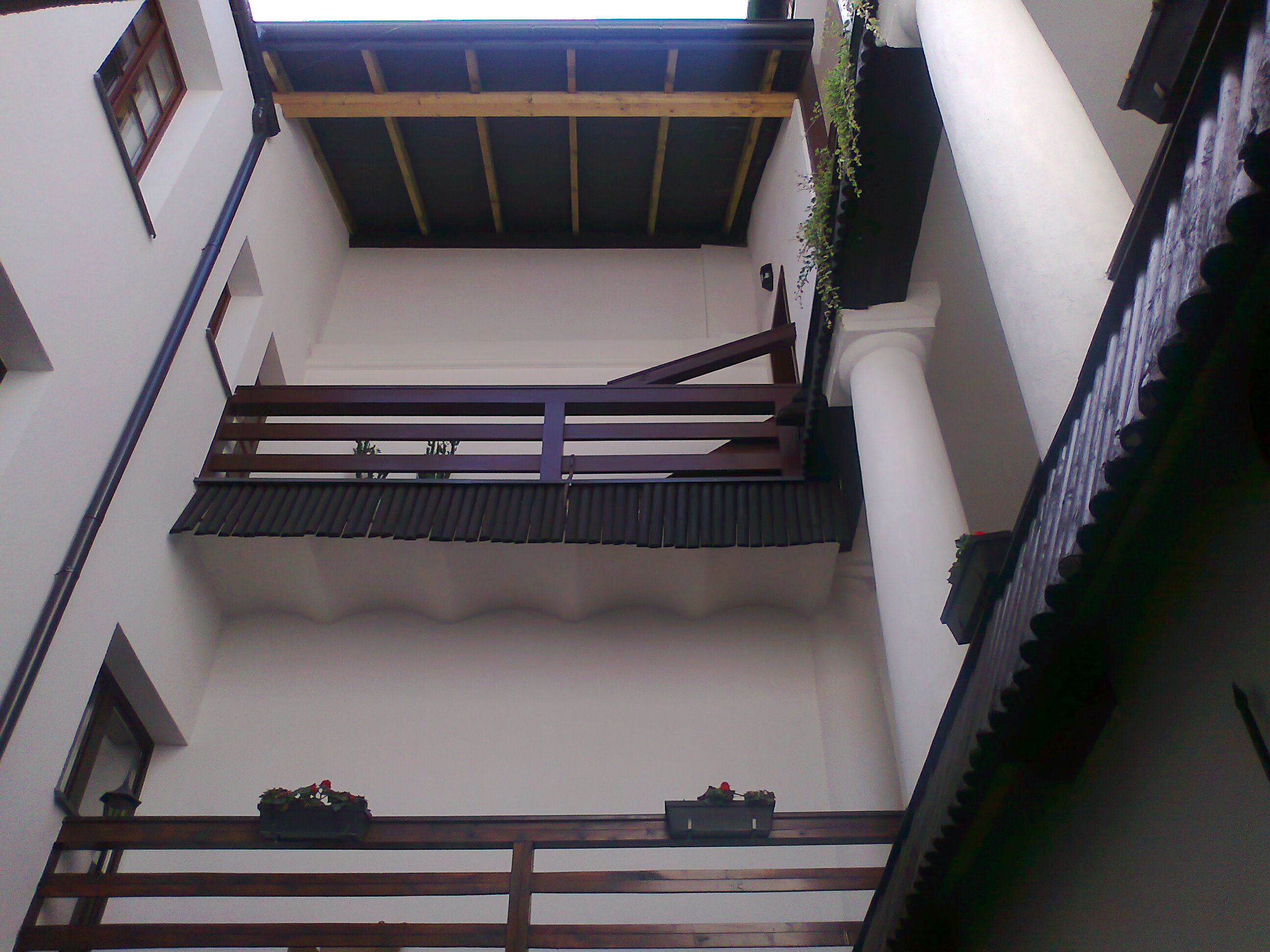
Dziedziniec z balustradami i kolumnami
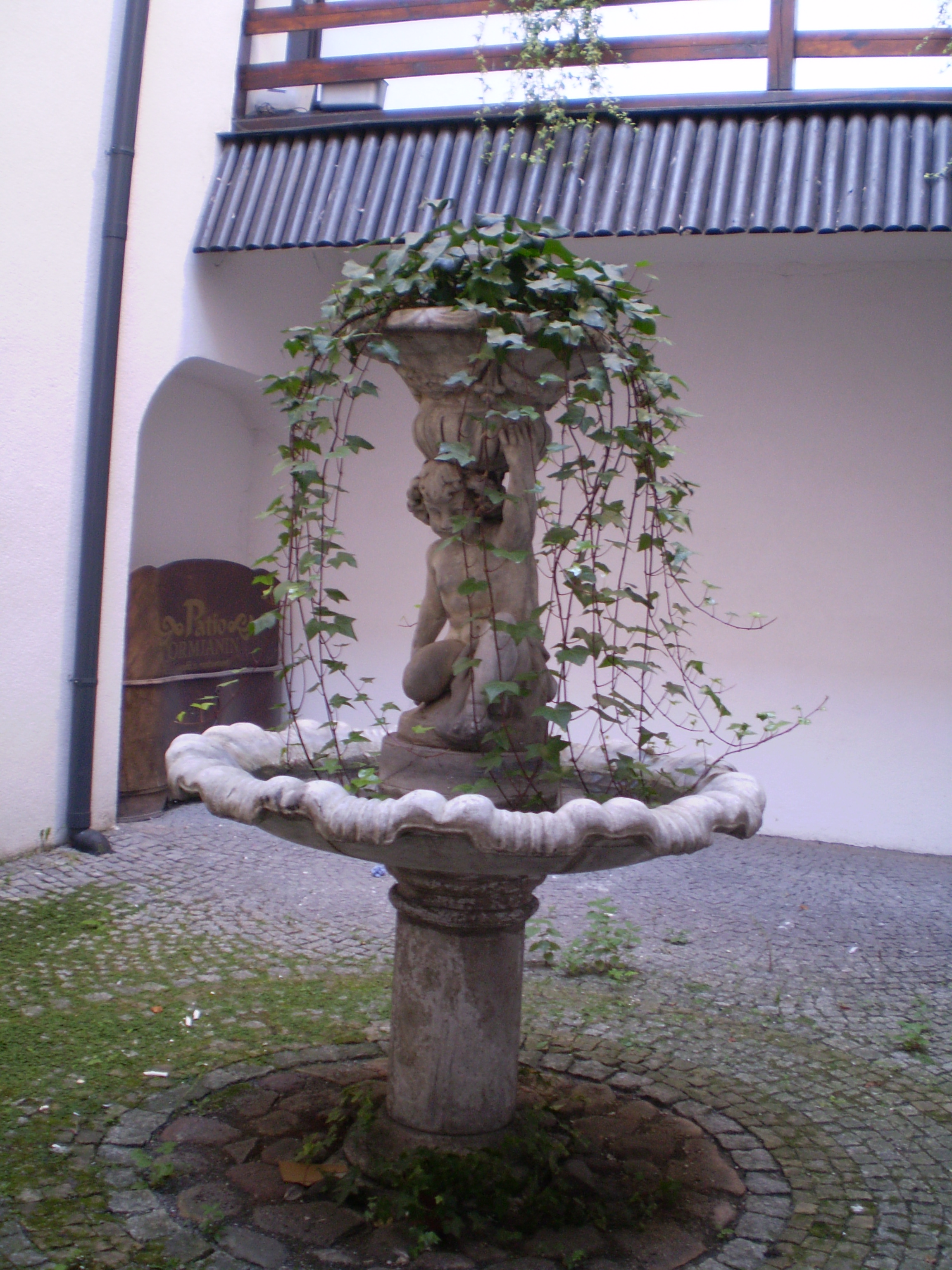
Fontanna na dziedzińcu